# Окачево
Окачево (укр. Окачеве) — село в Забродовской сельской общине Ковельского района Волынской области Украины.
До 2020 года входило в Ратновский район.
Код КОАТУУ — 0724288206. Население по переписи 2001 года составляет 207 человек. Почтовый индекс — 44122. Телефонный код — 3366. Занимает площадь 0,864 км².